# Нижние Лихоборы
Нижние Лихоборы (Топорково) — бывшая деревня, вошедшая в состав Москвы в 1927 году. Располагалась на правом берегу реки Лихоборки напротив деревни Верхние Лихоборы, по обеим сторонам Дмитровского шоссе. Сегодня западная часть историческая местности Лихоборы входит в район Коптево и образует треть его административной территории.

## История
К. А. Аверьянов ведёт историю деревни Нижние Лихоборы от села Топорково, располагавшегося немного западнее, около современной Большой Академической улицы. Село впервые упоминается в 1560 году как владение князя Шуйского, но может быть связано с родом служилых людей XV века Топорковых. В селе находилась деревянная церковь Михаила Архангела. В 1593 году Топорково было передано Богоявленскому монастырю, к 1646 г. перешло во владение к князю Шаховскому, а в 1652 году стало присёлком села Владыкино во владении патриарха Никона.
Между 1704 и 1711 годом крестьянские дворы были перенесены восточнее, к Дмитровской дороге, и после этого в документах Топорково не встречается, но начинают упоминаться Лихоборы, а к концу XVIII века закрепляется название Нижние Лихоборы в противопоставление Верхним Лихоборам на другом берегу реки Лихоборки. При Петре I деревня перешла к Синодальному ведомству, а в 1738 году — в ведение Государственной коллегии экономии. В 1812 году деревню разграбили наполеоновские войска, но в скором времени селение восстановилось.
В 1838 году около деревни был построен мост Дмитровской дороги через Лихоборку, а не позже, чем в 1884 году рядом с мостом была возведена каменная часовня Архангела Михаила. В 1851 году между деревней и принадлежащими ей земельными угодьями прошла Николаевская железная дорога, а в начале XX века через селение была проложена Окружная железная дорога.
В 1911 году в деревне родился советский лётчик-ас, генерал-лейтенант авиации, Герой Советского Союза Павел Васильевич Рычагов (1911—1941). Его именем в 1975 году названа бывшая главная улица деревни, вошедшей в состав Москвы - улица Генерала Рычагова в современном районе Коптево.
Нижние Лихоборы вошли в состав Москвы в 1927 году с установлением границы города по Лихоборке. Последние деревенские дома и часовня были снесены в ходе реконструкции 1950-х — 1960-х годов. Название осталось в наименовании пяти Нижнелихоборских проездов; до наших дней сохранились только 1-й и 3-й Нижнелихоборские проезды.

## Население
| Год               | Жителей   | Дворов    |
| Топорково         | Топорково | Топорково |
| ----------------- | --------- | --------- |
| 1623              |           | 1         |
| 1646              | 5 (муж.)  | 2         |
| 1678              | 38        | 11        |
| 1704              |           | 18        |
| (Нижние) Лихоборы |           |           |
| 1719              | 77 (муж.) | 21        |
| 1762              | 150       |           |
| 1800              |           | 39        |
| 1816              |           | 28        |
| 1857              |           | 26        |
| 1884              | 217       | 32        |
| 1927              | 382       | 64        |